# Riacho Coelho
Riacho Coelho är ett periodiskt vattendrag i Brasilien. Det ligger i den östra delen av landet, 1 600 km nordost om huvudstaden Brasília.
Omgivningarna runt Riacho Coelho är huvudsakligen savann. Runt Riacho Coelho är det ganska glesbefolkat, med 34 invånare per kvadratkilometer.